# Sarcinella raimundi
Sarcinella raimundi är en svampart som beskrevs av Sacc. 1914. Sarcinella raimundi ingår i släktet Sarcinella och familjen Englerulaceae.   Inga underarter finns listade i Catalogue of Life.